# Damernas turnering i volleyboll vid sydostasiatiska spelen
Sydostasiatiska spelen har haft en turnering i volleyboll för damer sedan 1977 (med undantag för 1999 då sporten inte fanns med på programmet). Thailand är det lag/land som haft de största framgångarna.

## Upplagor
| Upplaga              | Upplaga             | Podium       | Podium       | Podium                 |
| Säsong               | Värd                | Mästare      | Tvåa         | Trea                   |
| -------------------- | ------------------- | ------------ | ------------ | ---------------------- |
| 1977 mer information | Kuala Lumpur        | Filippinerna | Indonesien   | Thailand               |
| 1979 mer information | Jakarta             | Filippinerna | Indonesien   | Vietnam                |
| 1981 mer information | Manila              | Filippinerna | Indonesien   | Singapore              |
| 1983 mer information | Singapore           | Indonesien   | Filippinerna | Malaysia               |
| 1985 mer information | Bangkok             | Filippinerna | Thailand     | Indonesien             |
| 1987 mer information | Jakarta             | Filippinerna | Indonesien   | Thailand               |
| 1989 mer information | Kuala Lumpur        | Thailand     | Indonesien   | Myanmar                |
| 1991 mer information | Manila              | Thailand     | Indonesien   | Filippinerna           |
| 1993 mer information | Singapore           | Filippinerna | Thailand     | Indonesien             |
| 1995 mer information | Chiang Mai          | Thailand     | Filippinerna | Myanmar                |
| 1997 mer information | Jakarta             | Thailand     | Filippinerna | Indonesien             |
| 1999                 | Bandar Seri Begawan | Ingick inte  | Ingick inte  | Ingick inte            |
| 2001 mer information | Kuala Lumpur        | Thailand     | Vietnam      | Filippinerna           |
| 2003 mer information | Hanoi               | Thailand     | Vietnam      | Filippinerna           |
| 2005 mer information | Manila              | Thailand     | Vietnam      | Filippinerna           |
| 2007 mer information | Nakhon Ratchasima   | Thailand     | Vietnam      | Indonesien             |
| 2009 mer information | Vientiane           | Thailand     | Vietnam      | Indonesien             |
| 2011 mer information | Bandung             | Thailand     | Vietnam      | Indonesien             |
| 2013 mer information | Naypyidaw           | Thailand     | Vietnam      | Indonesien             |
| 2015 mer information | Singapore           | Thailand     | Vietnam      | Indonesien · Singapore |
| 2017 mer information | Kuala Lumpur        | Thailand     | Indonesien   | Vietnam                |
| 2019 mer information | Pasig               | Thailand     | Vietnam      | Indonesien             |
| 2021 mer information | Quang Ninh          | Thailand     | Vietnam      | Indonesien             |
| 2023 mer information | Phnom Penh          | Thailand     | Vietnam      | Indonesien             |

## Medaljörer
| Pos. | Lag          | Guld | Silver | Brons | Totalt |
| ---- | ------------ | ---- | ------ | ----- | ------ |
| 1    | Thailand     | 16   | 2      | 2     | 20     |
| 2    | Filippinerna | 6    | 3      | 4     | 13     |
| 3    | Indonesien   | 1    | 7      | 11    | 19     |
| 4    | Vietnam      | -    | 11     | 2     | 13     |
| 5    | Myanmar      | -    | -      | 2     | 2      |
| 5    | Singapore    | -    | -      | 2     | 2      |
| 7    | Malaysia     | -    | -      | 1     | 1      |